# Walter Prüfke
Walter Prüfke (* 1. Dezember 1908 in Berlin; † 7. Dezember 1942 in Breslau) war ein deutscher SA-Führer, zuletzt im Rang eines SA-Brigadeführers und Mitglied des Reichstags.
Prüfke übte den Beruf eines Handlungsgehilfen aus. Zum 4. August 1926 trat er der NSDAP bei (Mitgliedsnummer 41.906). Seit Anfang der 1930er Jahre betätigte er sich in der Sturmabteilung (SA), dem Kampfverband der NSDAP. Um 1939 wurde er, damals SA-Oberführer, Mitglied des nationalsozialistischen Reichstags (Nummer 1398). Seinen höchsten Rang in der SA erreichte er mit der Beförderung zum SA-Brigadeführer zum 1. Juli 1940.
Prüfke nahm als Leutnant im Zweiten Weltkrieg teil. Am 7. Dezember 1942 starb er infolge Verwundungen in Breslau.